# Estació de ràdio marítima

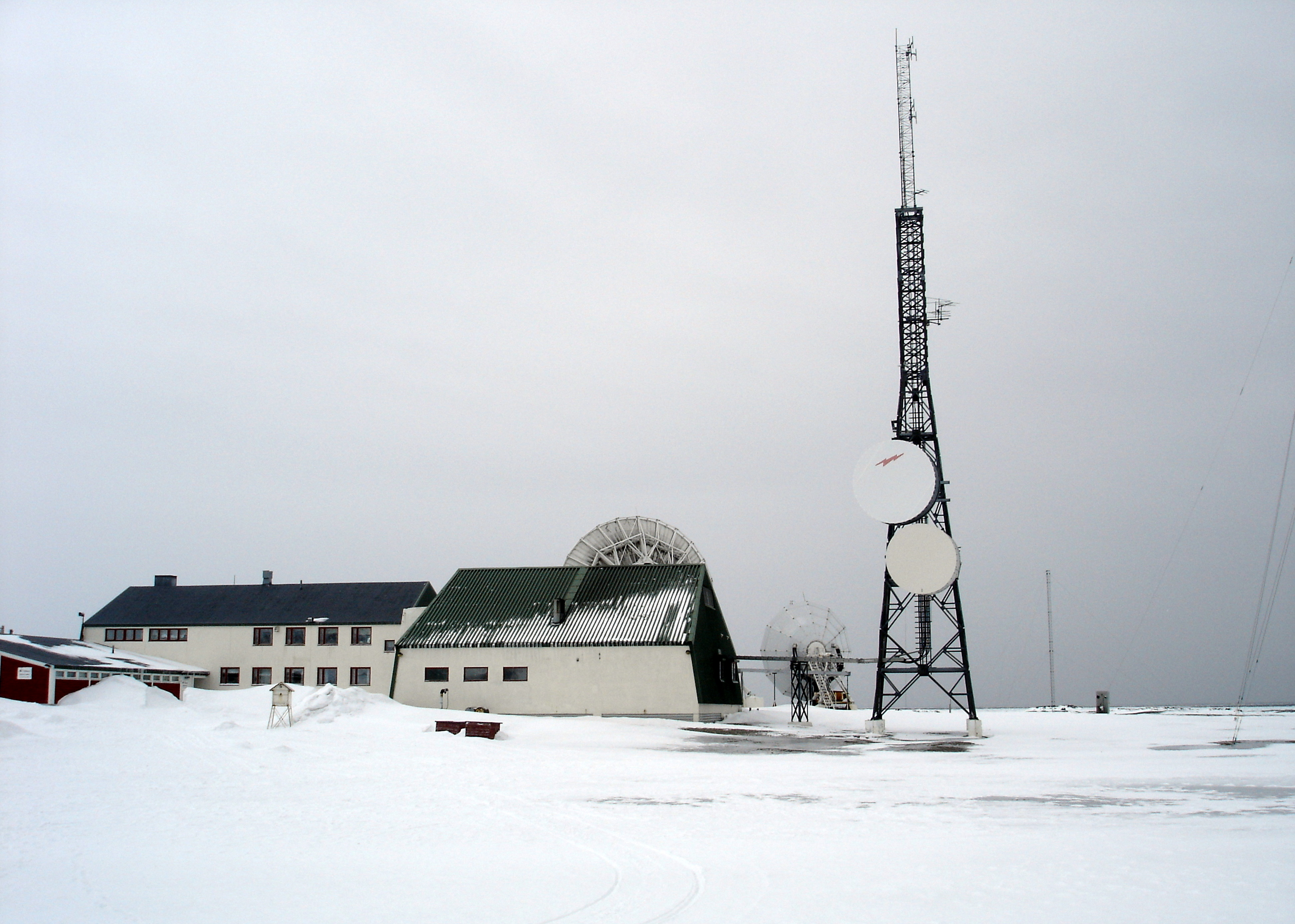
Isfjord Radio, 2007

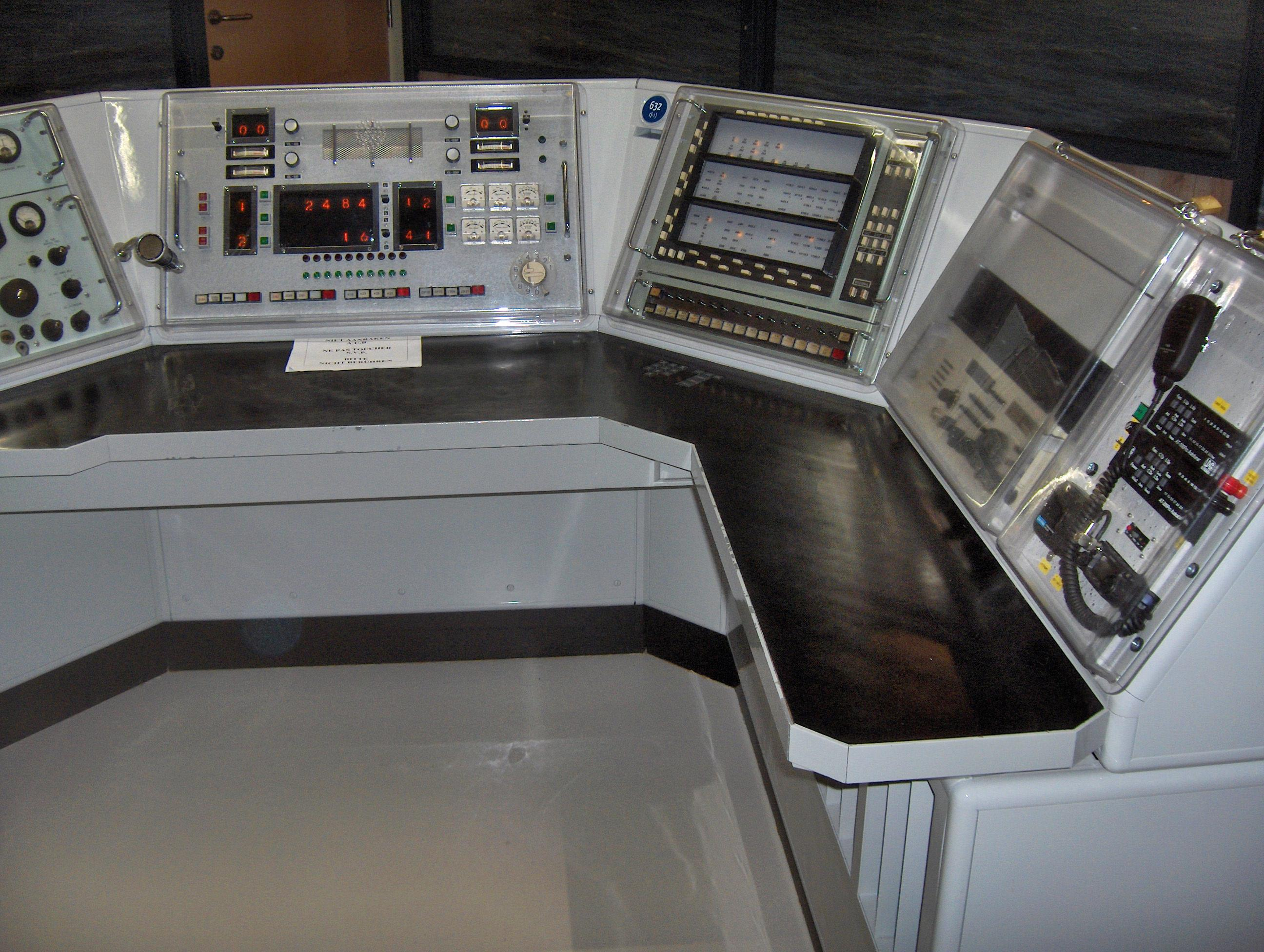
Antiga estació costanera de Bèlgica, exposada al Museu Nacional de la Pesca de Koksijde

Una estació de ràdio marítima, estació de ràdio costanera, és una estació de ràdio marítima terrestre que controla les freqüències de socors de ràdio i transmet comunicacions vaixell a vaixell i vaixell a terra.
Una estació de ràdio marítima (també: estació de ràdio costanera ) es defineix, segons l' article 1.75 del Reglament de ràdio de la UIT (RR) de la Unió Internacional de Telecomunicacions (UIT), com « Una estació terrestre en el servei mòbil marítim ».
Les estacions de ràdio marítimes van tenir un paper important en la història de la comunicació per ràdio sense fil, així com en la història marítima i en les guerres.
Les estacions de ràdio marítimes actuals ofereixen serveis d'assessorament mèdic per als vaixells, transmetent missatges meteorològics i avisos de navegació (NAV-Notice) de manera regular i tots fan un rellotge de canal de socors (DSC-Watch) a VHF Chanel 16 . Ja no totes les estacions monitoren 2182 kHz d'ona curta.

## Estacions de ràdio marítimes
| Nom                       | Identificatiu | Lloc                                          | Operador                  | Període d'activitat   |
| ------------------------- | ------------- | --------------------------------------------- | ------------------------- | --------------------- |
| Kystradio Radio           |               | Bodø, Noruega.                                | Telenor Maritim Radio,    | 1938 - funcionant     |
| Scheveningen Radio        | PCH           | Scheveningen, Països Baixos                   | PTT                       | 1904-1999             |
| Navy Coast Station Marlow | DHO26         | Marlow, Rostock, Germany                      | Deutsche Marine           | 1990this - funcionant |
| Bern Radio                | HEB           | Bern, Suïssa                                  | Swisscom Broadcast        | 1941-2016             |
| PNS Hameed                |               | Karachi, Sindh, Pakistan                      | Pakistan Navy             | 2016 - funcionant     |
| Isfjord Radio             |               | Kapp Linné, Spitsbergen, Svalbard, Norway     | Norwegian Polar Institute | 1933 - funcionant     |
| Norddeich Radio           | DAN           | Osterlood, Norden, Germany                    | German Telekom            | 1907-1998             |
| KPH                       | KPH           | Iverness, California, USA                     | RCA                       | 1930-1998             |
| WCC                       | WCC           | Originally Cape Cod, USA                      | RCA, Western Union        | 1903-1997             |
| Shanghai Radio            | XSG XSG21     | Shanghai, PR China                            |                           | funcionant            |
| Taupo Maritime Radio      | ZLM           | Lake Taupō (tx), Lower Hutt (HQ), New Zealand | Maretime New Zealand      | funcionant            |